# Laure Funten-Prévost
Laure Funten-Prévost (née le 20 février 1988, au Chesnay, Yvelines) est une athlète française, spécialiste de demi fond.

## Biographie
Laure Funten-Prévost est sélectionnée en équipe de France en 2009, pour le match France-Italie sur route, à Orléans dans la catégorie espoir sur semi-marathon, où elle se classe 8e avec un temps de 1h25 min 25 s. Elle travaille, depuis 2012, dans le domaine de l’évènementiel sportif en tant que chef de projet chez Amaury Sport Organisation (ASO).
Elle remporte, en 2014, son premier titre élites en s'imposant aux championnats de France de 10 000 mètres à Saint-Maur-des-Fossés lui permettant de participer à la coupe d'Europe qui se déroula la même année en Macédoine à Skopje. Elle termine 29e (35 min 11 s 77), courant dans la forte chaleur de la première course de la journée, mais avec ses deux compatriotes Clémence Calvin et Laila Traby, elles réussissent à glaner une très belle deuxième place par équipe,.
En novembre 2014, elle participe avec l'équipe de France à l'Ekiden International de Chiba au Japon. Laure court le dernier parcours de 7,195 km en 25 min 21 s et franchi la ligne d'arrivée pour la France en 11e position.
Funten-Prévost est affiliée au club du SPN Vernon, avec lequel elle participe aux championnats de France interclubs d'athlétisme et est entraînée par David Grard depuis ses débuts en 2000.

## Palmarès

### Classements mondiaux
| Groupe des épreuves         | Placement | Points |
| --------------------------- | --------- | ------ |
| 10 000 m femmes             | 238       | 1 028  |
| 5 000 m femmes              | 294       | 1 001  |
| Classements généraux femmes | 4 093     | 1 028  |

## Podiums
| Type       | Libellé           | Str.[Quoi ?]         | Épreuve               | Perf.           | Date       | Lieu                   |
| 2014       | 2014              | 2014                 | 2014                  | 2014            | 2014       | 2014                   |
| ---------- | ----------------- | -------------------- | --------------------- | --------------- | ---------- | ---------------------- |
| Stade      | Champion(ne)      | National TCF         | 10 000 m              | 34 min 58 s 68  | 30/04/2014 | Saint-Maur-des-Fossés  |
| Cross      | Vice-champion(ne) | Inter-régional SEF   | Cross court femmes    | 9 min 49 s 00   | 09/02/2014 | Vire                   |
| Cross      | Vice-champion(ne) | Régional SEF H-N     | Élite femmes          | 25 min 40 s 00  | 26/01/2014 | Louviers               |
| 2012       |                   |                      |                       |                 |            |                        |
| Cross      | Vice-champion(ne) | Régional SEF H-N     | Cross court femmes    | 12 min 11 s 00  | 29/01/2012 | Harcourt               |
| 2011       |                   |                      |                       |                 |            |                        |
| Cross      | Championne        | Départ. SEF 27       | Esf-sef-vef           | 21 min 41 s 00  | 09/01/2011 | Évreux                 |
| 2010       |                   |                      |                       |                 |            |                        |
| Route      | Champion(ne)      | National ESF         | Semi-marathon         | 1 h 23 min 28 s | 31/10/2010 | Saint-Pol-Morlaix      |
| Hors Stade | 3e (place)        | National ESF         | 10 km route           | 36 min 52 s     | 18/04/2010 | Vitry-sur-Seine        |
| Stade      | 3e (place)        | National ESF         | 5 000 m               | 17 min 13 s 80  | 16/07/2010 | Niort                  |
| Cross      | Vice-champion(ne) | Inter-régional ESF   | Course élite femmes   | 24 min 30 s     | 21/02/2010 | Évreux                 |
| Stade      | Champion(ne)      | Régional TCF H-N     | 3 000 m               | 10 min 10 s 93  | 06/06/2010 | Le Havre               |
| Salle      | Vice-champion(ne) | Régional SEF H-N     | 3 000 m - salle       | 10 min 14 s 01  | 17/01/2010 | Val-de-Reuil           |
| Cross      | Championne        | Départ. ESF 27       | Juniors espoirs seni  | 16 min 44 s 00  | 24/01/2010 | Harcourt               |
| 2009       |                   |                      |                       |                 |            |                        |
| Stade      | Vice-championne   | National ESF - Élite | 10 000 m              | 38 min 14 s 78  | 27/06/2009 | Villefranche-sur-Saône |
| Route      | 3e (place)        | National ESF         | Semi-marathon         | 1 h 23 min 02 s | 20/09/2009 | Cavaillon              |
| 2008       |                   |                      |                       |                 |            |                        |
| Cross      | Vice-champion(ne) | ESF                  | Élites femmes         | 26 min 20 s 00  | 03/02/2008 | Évreux                 |
| Stade      | Champion(ne)      | Inter-régional ESF   | 1 500 m               | 4 min 45 s 00   | 05/07/2008 | Caen                   |
| Stade      | Champion(ne)      | Départ. SEF 27       | 3 000 m               | AB              | 25/05/2008 | Vernon                 |
| Cross      | Champion(ne)      | Départ. ESF 27       | Jun esp sen vet femme | 18 min 20 s 00  | 20/01/2008 | Vernon                 |
| 2007       |                   |                      |                       |                 |            |                        |
| Cross      | Vice-champion(ne) | Régional JUF H-N     | Juniors femmes        | 16 min 13 s 00  | 21/01/2007 | Yvetot                 |
| Cross      | Vice-champion(ne) | Régional JUF H-N     | Juniors femmes        | 16 min 13 s 00  | 21/01/2007 | Yvetot                 |
| Salle      | Vice-champion(ne) | Régional TCF H-N     | 1 500 m - salle       | 5 min 04 s 10   | 07/01/2007 | Eaubonne               |
| 2006       |                   |                      |                       |                 |            |                        |
| Route      | Vice-champion(ne) | National JUF         | 10 km route           | 38 min 08 s 00  | 29/10/2006 | Taulé Morlaix          |
| 2005       |                   |                      |                       |                 |            |                        |
| Stade      | Vice-championne   | Interrégional CAF    | 1 500 m               | 4 min 54 s 68   | 02/07/2005 | Rennes                 |

### Records personnels
| Épreuve          | Résultat       | Lieu                 | Date       |
| ---------------- | -------------- | -------------------- | ---------- |
| 800 m en salle   | 2 min 25 s 85  | Bordeaux (FRA)       | 18/02/2006 |
| 1 000 m          | 2 min 55 s 73  | Vernon (FRA)         | 19/04/2014 |
| 1 500 m          | 4 min 29 s 69  | Paris (FRA)          | 05/07/2014 |
| 1 500 m en salle | 4 min 35 s 77  | Bordeaux (FRA)       | 22/02/2014 |
| Mile             | 5 min 03 s 05  | St-Maur (FRA)        | 21/07/2010 |
| 2 000 m          | 6 min 36 s 7   | Vernon (FRA)         | 01/07/2009 |
| 3 000 m          | 9 min 39 s 15  | Limoges (FRA)        | 18/05/2014 |
| 3 000 m en salle | 10 min 08 s 99 | Val-de-Reuil (FRA)   | 16/01/2011 |
| 5 000 m          | 16 min 21 s 73 | Carquefou (FRA)      | 20/06/2014 |
| 10 000 m         | 34 min 58 s 68 | Saint-Maur (FRA)     | 30/04/2014 |
| 10 km Route      | 35 min 23 s 00 | Valenciennes (FRA)   | 13/04/2014 |
| Semi-marathon    | 1 h 19 min 00  | Bois-Guillaume (FRA) | 23/10/2011 |